# 源成頼

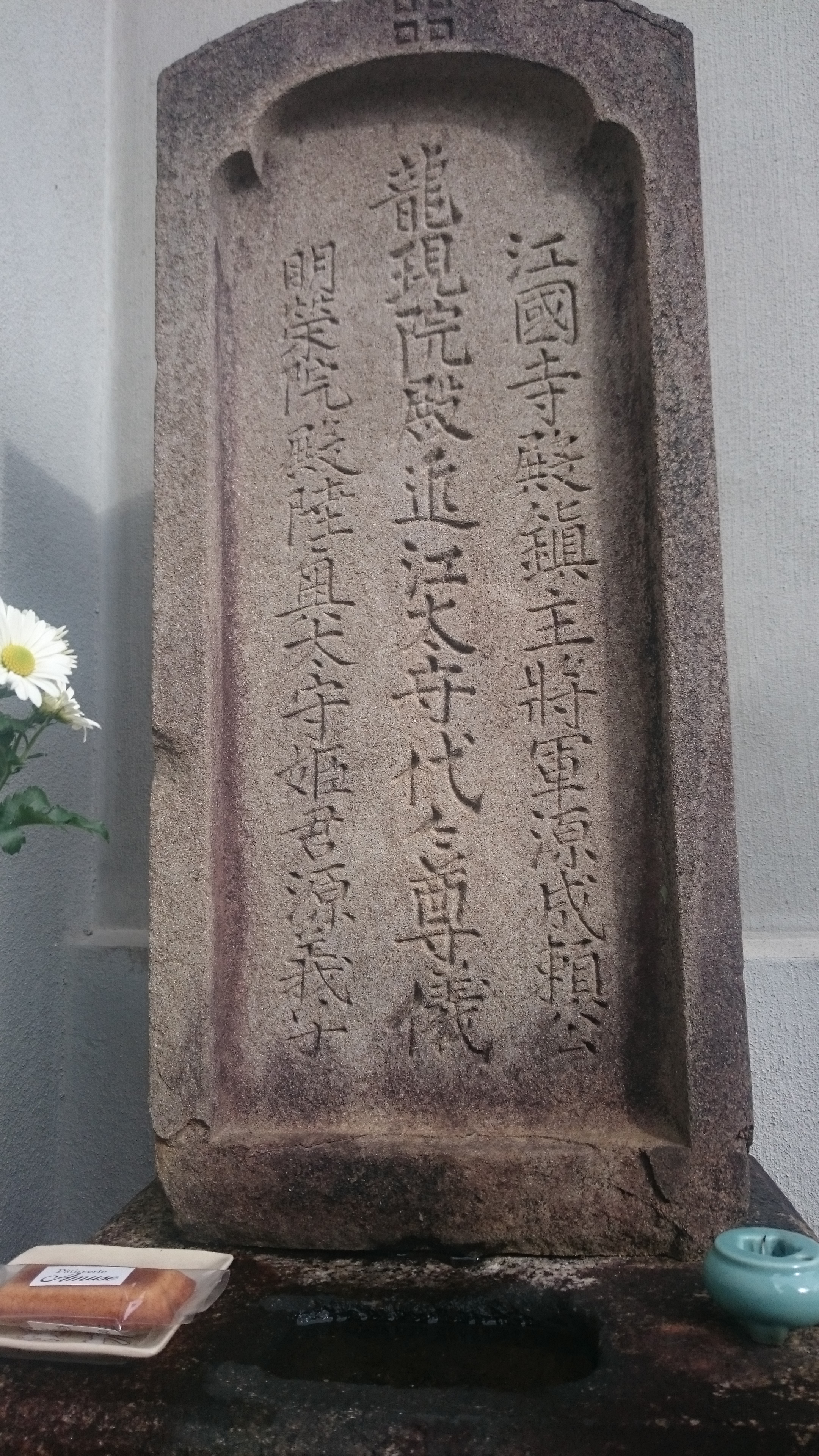

源 成頼（みなもと の なりより）は、平安時代中期の貴族。宇多源氏、参議・源扶義の長男。官位は四位・近衛中将。古くから佐々木氏の祖とされ佐々木成頼とも記される。

## 経歴
『尊卑分脈』によると、左近衛将監・兵庫助を歴任し、位階は従五位下であったとされるが、外祖父とも目される藤原行成の日記『権記』によると「中将成頼朝臣」との表現があり、四位・近衛中将に至ったと想定される。長保5年（1003年）8月7日卒去。享年28。
『尊卑分脈』を始めとする各種系図では近江国佐々木庄に居住し佐々木氏の祖となったされる。一方で、明治時代以降提唱されている佐々木氏の出自を古代豪族の沙沙貴山君に求める説では、佐々木氏祖の成頼と宇多源氏の成頼は同時代の同名異人である可能性を指摘している。
弓馬も嗜んだという。

## 系譜
- 父：源扶義[4]
- 母：源是輔[4]または藤原行成[5]の娘
- 妻：菅野敦頼の娘[4] - 朱雀院乳母
  - 男子：佐々木義経[4]
- 生母不明の子女
  - 男子：源宗頼[5] - 山本氏祖
  - 男子：源成経[5] - 志賀氏祖